# Ajvar
Ajvar (/ˈaɪvɑr/ EYE-var; în sârbă Ajвар, în bulgară Aйвар, transliterat: Aivar) este un condiment preparat în principal din ardei gras și vinete. A devenit o garnitură populară în toată Iugoslavia după cel de-Al Doilea Război Mondial. Ajvarul a rămas popular în Europa de Sud-Est.
Ajvarul de casă este făcut din ardei copți. După conținutul de capsaicină din ardeii grași și de cantitatea de ardei iute adăugată, aceștia pot fi dulci (tradiționali), picanți (cei mai des întâlniți) sau foarte iuți. Ajvarul poate fi consumat ca o cremă tartinabilă (pate) pe pâine sau ca garnitură. Sunt câteva variante. O variantă conține roșii și vinete, iar o alta ardei gras verde și oregano.
„Ajvarul Leskovac de casă” și „Ajvarul Macedonean” sunt înregistrate la Organizația Mondială a Proprietății Intelectuale pentru a-și proteja numele de marcă.

## Etimologie și origine
Numele ajvar provine din cuvântul din limba turcă havyar, care are sensul de „icre sărate, caviar” și are o etimologie comună cu „caviar”, provenind din cuvântul din limba persană xaviyar.
Înainte de secolul al XX-lea, o producție locală semnificativă de caviar a avut loc pe Dunăre, sturionii înotând de la Marea Neagră până la Belgrad. Ajvar domestic, care înseamnă „caviar”, a fost odinioară un fel de mâncare foarte popular în casele și restaurantele din Belgrad,  dar producția internă de caviar a devenit instabilă în anii 1890 din cauza conflictelor de muncă. În cele din urmă, o salată specială de ardei a fost oferită ca înlocuitor în restaurantele din Belgrad sub denumirea de „ajvar roșu” (crveni ajvar) sau „ajvar sârbesc” (srpski ajvar).

## Pregătire

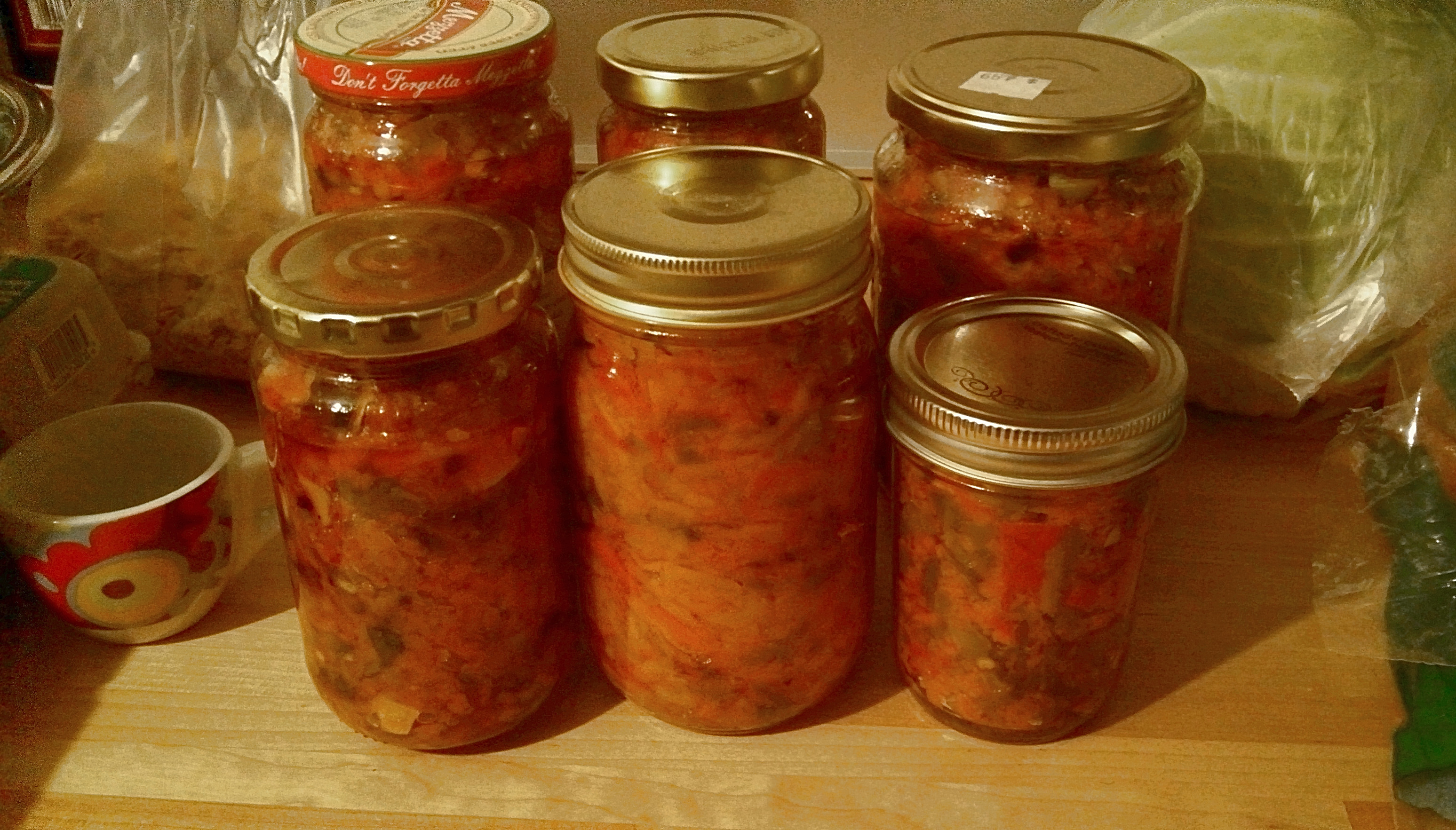
Ajvar și alte murături într-o cămară de casă

Ajvarul de casă este produs din ardei copți, tocați și apoi gătiți, dar unii producători industriali folosesc ardei proaspeți tocați, care sunt gătiți ulterior doar cu ulei de floarea soarelui, ceea ce duce la o calitate mai scăzută. 
Prepararea ajvarului este oarecum dificilă, deoarece necesită o muncă manuală considerabilă, în special pentru curățarea ardeilor copți. Tradițional, se prepară la mijlocul toamnei, când ardeii sunt cei mai abundenți, și se păstrează în borcane de sticlă pentru a fi consumat pe tot parcursul anului. Anecdotic, stocurile majorității gospodăriilor nu ajung până în primăvară, când devin disponibile legume proaspete, așa că este de obicei savurat ca aliment de iarnă. Soiul tradițional de ardei folosit se numește roga. Acesta este mare, roșu, în formă de corn și relativ ușor de curățat, cu pulpă groasă. De obicei, se coace la sfârșitul lunii septembrie. 
Pentru a produce ajvar, ardeii proaspeți se coc întregi pe o farfurie deasupra unui foc deschis, pe o farfurie de lemn într-o sobă sau într-un cuptor. Ardeii copți trebuie să se răcească pentru a permite pulpei să se separe de coajă. Apoi, este curățată cu grijă și semințele sunt îndepărtate. Ardeii sunt apoi măcinați într-o moară sau tocați în bucăți mici (această variantă este adesea denumită Pindjur⁠(d)). În cele din urmă, piureul rezultat este fiert timp de câteva ore în oale mari. În această etapă se adaugă ulei de floarea soarelui pentru a condensa și a reduce apa și pentru a îmbunătăți conservarea ulterioară. La sfârșit se adaugă sare (uneori cu oțet), iar terciul fierbinte se toarnă direct în borcane de sticlă sterilizate, care se sigilează imediat.

## Producție

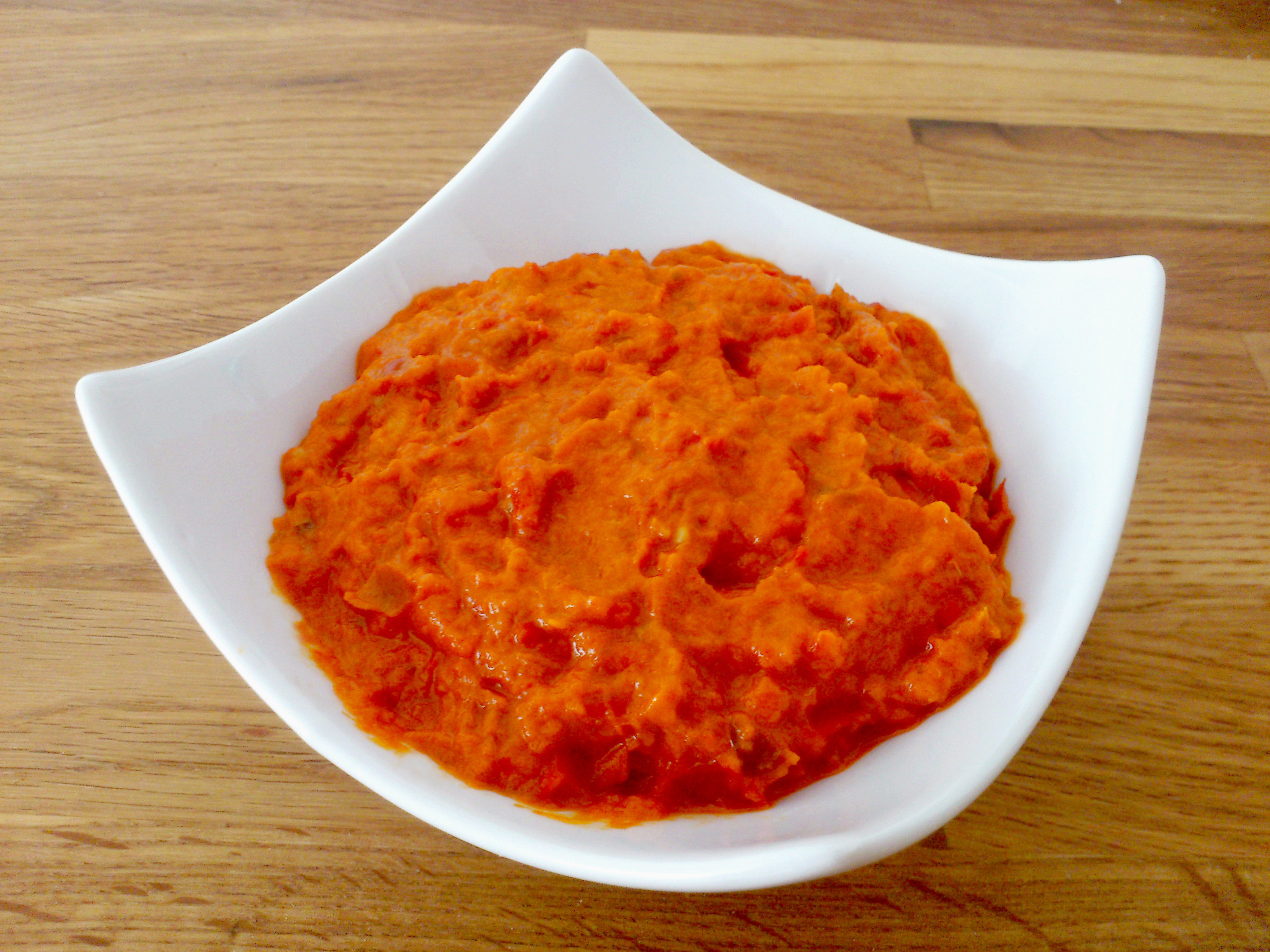
Ajvar

Ajvarul este produs în majoritatea țărilor balcanice, inclusiv în Albania, Bosnia și Herțegovina, Croația, Macedonia de Nord, Slovenia și Serbia.
Producția anuală raportată a Serbiei este de 640 de tone.
Ajvarul este adesea inclus în zimnica (mâncăruri de iarnă), care includ ardei iuți murați, roșii murate și orice altceva ce poate fi conservat într-un borcan chiar înainte de iarnă.